# Jean-Louis Fournier (homme politique, 1887-1968)
Pour les articles homonymes, voir Jean-Louis Fournier et Fournier.
Jean-Louis Fournier, né le 8 juillet 1887 et mort le 20 novembre 1968, est un homme politique français.

## Détail des fonctions et des mandats
Mandat parlementaire
- 26 avril 1959 - 1er octobre 1965 : Sénateur des Landes